# Saint Laurent devant Valérien

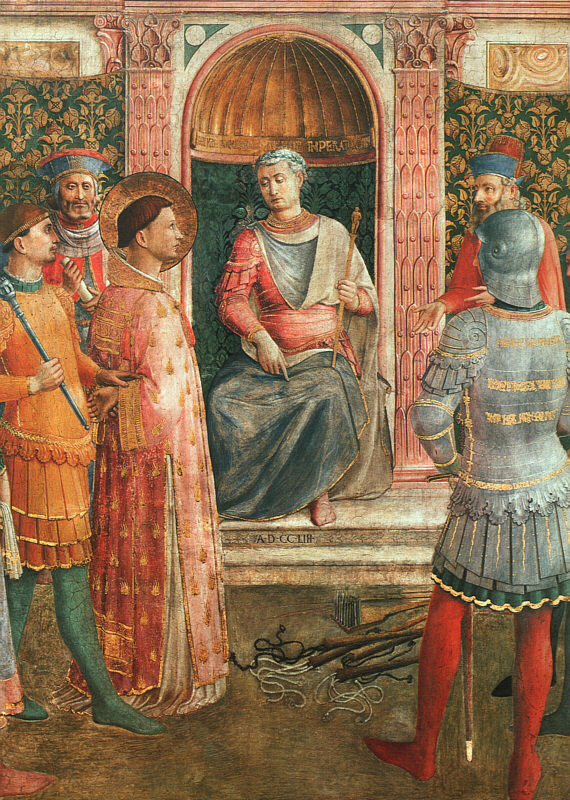
Détail

Saint Laurent devant Valérien (ou Valérien condamnant saint Laurent) est une fresque (271 × 235 cm) de la chapelle Nicoline, réalisée dans le palais apostolique du Vatican par Fra Angelico et ses assistants (dont Benozzo Gozzoli) entre 1447 et 1448 environ. La fresque occupe le volet gauche du registre médian du mur droit et est le quatrième épisode des Histoires de saint Laurent.

## Histoire
Fra Angelico a travaillé sur la chapelle Nicoline pendant son séjour à Rome entre 1445 et 1450. Les premiers documents attestant les fresques sont datés du 9 mai et du 1er juin 1447, sous le pontificat de Nicolas V, mais il est possible qu'ils aient déjà commencé les deux années précédentes, sous Eugène IV.
Les fresques de ce qui était la chapelle privée du pape devaient être terminées, après une pause de l'été 1447 lorsque le peintre se rendit à Orvieto, à la fin de 1448. En fait, le 1er janvier 1449, Angelico reçut la commission pour un nouvel emploi.

## Description
La scène de Valérien condamnant saint Laurent côtoie celle du Martyre de saint Laurent, à laquelle elle est liée sans interruption par un personnage qui dépasse de la limite représentée par des édifices variés. Malgré cette connexion et le cadre unique entourant les deux scènes, Angelico n'a pas exploité de manière satisfaisante les possibilités d'unification spatiale, comme cela se produit par exemple dans les lunettes.
Saint Laurent est un diacre de Sixte II qui, pendant la persécution de Valérien, eut la tâche de récupérer les biens de l'Église et de les distribuer aux pauvres. Ainsi, lorsque l'empereur est venu réclamer les richesses des chrétiens, Laurent a pu répondre en faisant venir un groupe de pauvres, qui étaient la vraie richesse de l'Église. Dans la scène peinte par Angelico, la présence des pauvres est omise et tout se concentre sur le procès de Laurent prisonnier de l'empereur, trônant au centre de la scène, en présence de ses soldats et de divers fonctionnaires et personnages secondaires. L'empereur menace Laurent en lui montrant les instruments de torture à ses pieds.
L'élément le plus intéressant de la scène est probablement l'architecture de l'arrière-plan, dans une somptueuse polychromie qui rappelle les fastes de la Rome antique que la papauté de Nicolas V voulait recréer. Le trône de l'empereur, élevé de quelques marches sur lesquelles se lit l'année 253, est placé sous une niche dorée, flanquée de pilastres roses à motifs végétaux (invention d'Angelico également présente dans d'autres épisodes du cycle, qui n'a de comparaisons ni dans l'architecture classique ni dans l'architecture de la Renaissance du deuxième quart du XIVe siècle) et surmonté d'un attique avec une guirlande encadrant l'aigle impérial et des spirales d'acanthe. La paroi est composée de piliers entre des miroirs de marbre, cachés par un précieux drap doré, suspendu aux chapiteaux, tandis qu'en haut on peut voir deux vases et des touffes d'arbres qui poussent (dont un palmier, symbole du martyre imminent). Un arrière-plan de ce genre se retrouve également, avec quelques variations, dans les œuvres sur panneau d'Angelico, comme la Pala di Annalena, la Pala di San Marco, le compartiment des prédelles des Saints Cosme et Damien devant Lisia (où, cependant, le drapé manque). Sur la niche, sous le demi-dôme en forme de coquille, une inscription rappelle le nom de l'empereur.

## Style
Les fresques de la chapelle Nicoline sont profondément différentes de celles du couvent de San Marco à Florence (vers 1440-1445), en raison de la richesse des détails, des citations cultivées, des motifs variés, inspirés des principes de richesse, de complexité de composition et de variété. Comme l'ont souligné des érudits tels que John Pope-Hennessy, les différences ne sont pas dues à un développement du style de l'auteur, mais plutôt à la destination différente de la décoration : à San Marco, les fresques devaient accompagner et aider la méditation des moines, tandis qu'au Vatican, ils devaient célébrer la puissance et l'immensité des horizons intellectuels de la papauté dans l'entreprise de renouveler les gloires de la Rome antique après l'abandon désastreux de la ville pendant la captivité d'Avignon.
Comme dans les autres œuvres d'Angelico, l'élément central du tableau est la lumière claire et diffuse.

## Sources
- (it) Cet article est partiellement ou en totalité issu de l’article de Wikipédia en italien intitulé « San Lorenzo davanti a Valeriano » (voir la liste des auteurs).